# Sune Håkansson (två nedvända sparrar)
Sune Håkansson (i källor nämnd som Sune Haquonsson, Simonis Haquonson och hövdingen på Viborg), var en svensk riddare, svenskt riksråd, fogde och ståthållare, som förde 2 störtade sparrar i sitt vapen, på hjälmen två buffelhorn.

## Biografi
Sune Håkansson är nämnd från 24 november 1345 när han beseglar ett brev där hans sigill kan ses tydligt, två nedfällda sparrar- Om hans familj är inte mycket känt, men man tror att den Sigrid Håkansdotter (1350–1371), som också förde två nedvända sparrar, var en syster till honom, först gift med Knut Folkesson, och i ett andra gifte med Nils Turesson (Bielke). Sune var eventuellt också bror till Christina Håkansdotter och Johan Håkansson, som förde samma sköldemärke. En del finska författare (juusten och efter honom J. W. Ruuth m. fl.) hänföra Sune Håkansson till släkten Stålarm. Det är emellertid oriktigt, såsom Jully Ramsay visat i Frälsesläkter i Finland intill stora ofreden.
1349 är han omnämnd som väpnare när han beseglar ett brev när Godsven Byteroff säljer till kaniken i Lund, herr Nils i Malmö, jord i Sjövalla, Å socken (Björkekinds härad). och samma år ökar han sitt godsinnehav när Kyrkoherden Karl i Garsby (Gårdsby) och Sigrid Bosdotter säljer sin gård Friggestorp (Gärdserums socken, N. Tjusts härad) till Sune Håkansson för 120 mark penningar. 1357 köper han mer jord.
1357/59 pantsatte kung Erik Magnusson av Sverige Tuna kungsgård i Misterhult med kronans underlydande landbor i Tuna socken till Sune Håkansson.
1358 beseglar han ett köpebrev åt Anund Hemmingsson, fogde på Stockholms slott, som gör ett jordbyte med välborne riddaren Nils Turesson, Sveriges drots, varvid han erhåller dennes gods i Båstebo (i S:t Annas socken) mot all sin egendom på Öland, såväl lös som fast. och samma år nämns hans eventuella syster som Nils Turessons hustru:
| ”               | Riddaren Nils Turesson, Sveriges drots, upplåter till sin ”måg”, hederlig man Anund Hemmingsson, allt gods som han och hans hustru Sigrid Håkansdotter äger i Båstebo (i S:t Annas socken), som ersättning för det gods på Öland som han har fått av Anund. Utfärdaren samt riddaren herr Anund Hatt, Nils' bror Bengt Turesson och Sune Håkansson beseglar. | „ |
| – SDHK-nr: 7316 | |   |

1360 köper han mer jord i Bjälösa (i Vreta klosters socken) och 1362 är han nämnd som fogde på Viborg:
| ”               | Sune Håkansson, fogde i Viborg, intygar att herr Nils Turesson befallt sin klerk att i det vidfästa gåvobrevet till Padis kloster (DS nr 6629) skriva laxfisket i Helsinge, där klerken skrev Borgå. | „ |
| – SDHK-nr: 8174 | |   |

Sune Håkanssons blev 1364 ståthållare på Viborgs slott, efter att hans företrädare och svåger, riksrådet och drotsen Nils Turesson (Bielke), stupat vid en belägring av Åbo slott.
Biskopen i Åbo, Johannes II Petri, hävdade med kraft kyrkans anseende och förmåner samt tvekade inte att till och med slunga bannstrålen mot en genom sitt ämbete och släktförhållande så inflytelserik person som ståthållaren på Viborgs slott, Sune Håkansson, emedan denne undanhållit kyrkan några av kung Magnus Eriksson till densamma skänkta gods.
25 februari 1365 berättas i ett brev om hans hustru:
| ”               | Fogden på Viborg Sune Håkansson och (hans hustru) Sigrid Bengtsdotter skänker den del av halva Säämingesalo ö i Viborgs fögderi, som på grund av kung Albrekts gåva tillkommer dem, till biskop Thomas i Växjö och hans domkyrka för biskopsbordet därstädes. Om emellertid en domkyrka skulle upprättas i Karelen skall äganderätten till denna del av ön tillfalla domkyrkan, biskopen och biskopsbordet därstädes. | „ |
| – SDHK-nr: 8677 | |   |

1 mars 1365 år nämns Sten Bengtsson (Bielke) som hans svåger, när Riddaren Sten Bengtsson skänker med samtycke av sin svåger sune Håkansson, för sig och för sin bror (Ture) och sina systrar (Margareta och Kristina), vilkas laglige förmyndare han är, den del av halva Säämingesalo ö i Viborgs fögderi, som på grund av kung Albrekts gåva tillkommer dem, till biskop Thomas i Växjö och hans domkyrka för biskopsbordet därstädes. 
26 juni 1365 nämns Sune Håkansson i Diplomatarium Fennicum:
| ”         | Konung Albrecht öfverlåter vid Åbo slott 1365, den 26 juni (die b:torum Johannis & Pauli), i närvaro af biskop Thomas af Vexiö, riddarne Johan von Lytzow, Benkt Philipsson och Erik Karlsson samt höfvidsmannen på Viborg Sune Håkansson åt domprosten i Uppsala Birger Gregersson några till kronan förbrutna gods i Sverige. | „ |
| – DF 6586 | |   |

1380 nämns Sune Håkansson i ett arvsdokument som död, och hans änka Sigrid Bengtsdotter (omgift med Heine van Vitzen), och där nämns även deras två döttrar samt deras män Johan Gregersson (Sandbroätten) och Henneke Dume, vilken efterföljde Sune Håkansson som Viborgs fogde:
| ”                | Johan Gregersson och Henneke Dume utfärdar öppet brev i närvaro av riddaren Vicke van Vitzen, drotsen i Sverige Bo Jonsson, Staffan Stangenberg, Peter Tomasson, Harald Bagge och underlagmannen i Östergötland Jon Upplänning. Johan Gregersson har på sin hustru Katarina Sunesdotters vägnar och Henneke Dume på sin hustru Ragnhild Sunesdotters vägnar nått en överenskommelse med ärlig man Heine van Vitzen och dennes hustru Sigrid Bengtsdotter angående alla de egendomar, både arv, köp och förvärv, som skulle delas efter framlidne Sune Håkansson och dennes barn etc... | „ |
| – SDHK-nr: 11620 | |   |

Svärsonen Henneke Dume ersatte Sune Håkansson som fogde i Viborg, under drotsen Bo Jonsson (Grip), vilken var gift med Hennekes syster Margareta Dume.
1383 nämns även en död son, som vilar med fadern i Åbo domkyrka:
| ”                | Sigrid Bengtsdotter och Johan Gerekasson lämnar till Åbo domkkyrka ett gods, Böle, i Borgå socken i stället för 200 mark penningar, vilka Sune Håkansson givit till nämnda kyrka för sin, sin hustrus och sin sons lägerstad i koret där han och sonen nu låg enligt brevet. | „ |
| – SDHK-nr: 12460 | |   |

## Familj
Sune Håkansson var med Sigrid Bengtsdotter (Bielke af Åkerö) död 1392, dotter till Bengt Turesson (Bielke) och Ingeborg Magnusdotter (lejon), därmed brorsdotter till Sunes svåger och företrädare som ståthållare på Viborg, Nils Turesson (Bielke). Efter Sune Håkanssons död var Sigrid Bengtsdotter omgift med Heine van Vitzen (Heyne von Vitzen).
1. Katarina Sunesdotter, gift med Johan Gregersson (Sandbroätten).
2. Ragnhild Sunesdotter, gift med Henneke Dume, fogde på Viborg.
3. En son, nämns som död 1383.[16]